# Ancienne douane de Barcelone
L'Ancienne Douane de Barcelone ou Gouvernement Civil (1939-1978) est un palais néoclassique situé dans la Vieille ville de Barcelone, siège historique de la Délégation du Gouvernement en Catalogne, fermé depuis 2008 en attente de réhabilitation. Elle est protégée comme bien culturel d'intérêt local.

## Histoire
Le bâtiment avait aussi le nom de Douane Nouvelle puisqu'elle a remplacé un bâtiment antérieur , dévasté par le feu. À l'époque de la Généralité républicaine, il a hébergé les dépendances du Département de Gobernación, puis le Gouvernement Civil et la résidence du gouverneur civil de Barcelone. Lorsque celle ci s'est reconvertie en Délégation du Gouvernement en Catalogne, en vertu de la Constitution espagnole de 1978, il a depuis continué à occuper cette fonction.
En raison de la crise financière espagnole des restaurations minimes pour garantir la sécurité du bâtiment ont été effectuées, les travaux majeurs n'étant pas exécutés par manque de fonds. Dès lors, le site est demeuré fermé. En 2015, le Ministère des finances et Administrations, propriétaire des installations, laisse entrevoir à nouveau la possibilité de réaliser les modifications nécessaires.

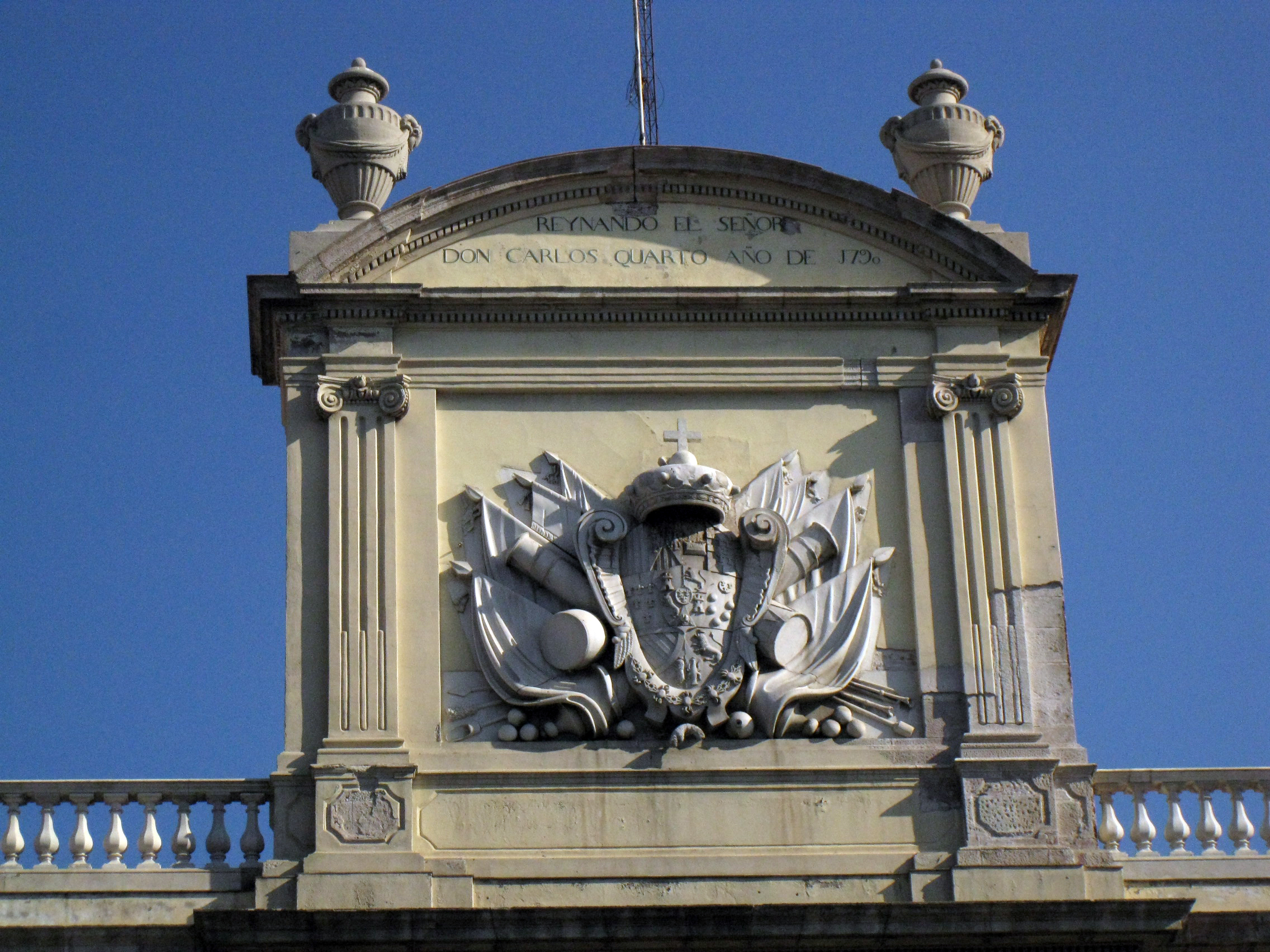
Détail de l'attique

Le bâtiment, de style néoclassique, a été bâti entre 1790 et 1792. Dans les salons du premier appartement sont conservées des fresques relatant divers épisodes de l'histoire de l'Espagne. Cet appartement abritait la résidence du Gouverneur Civil de Barcelone.

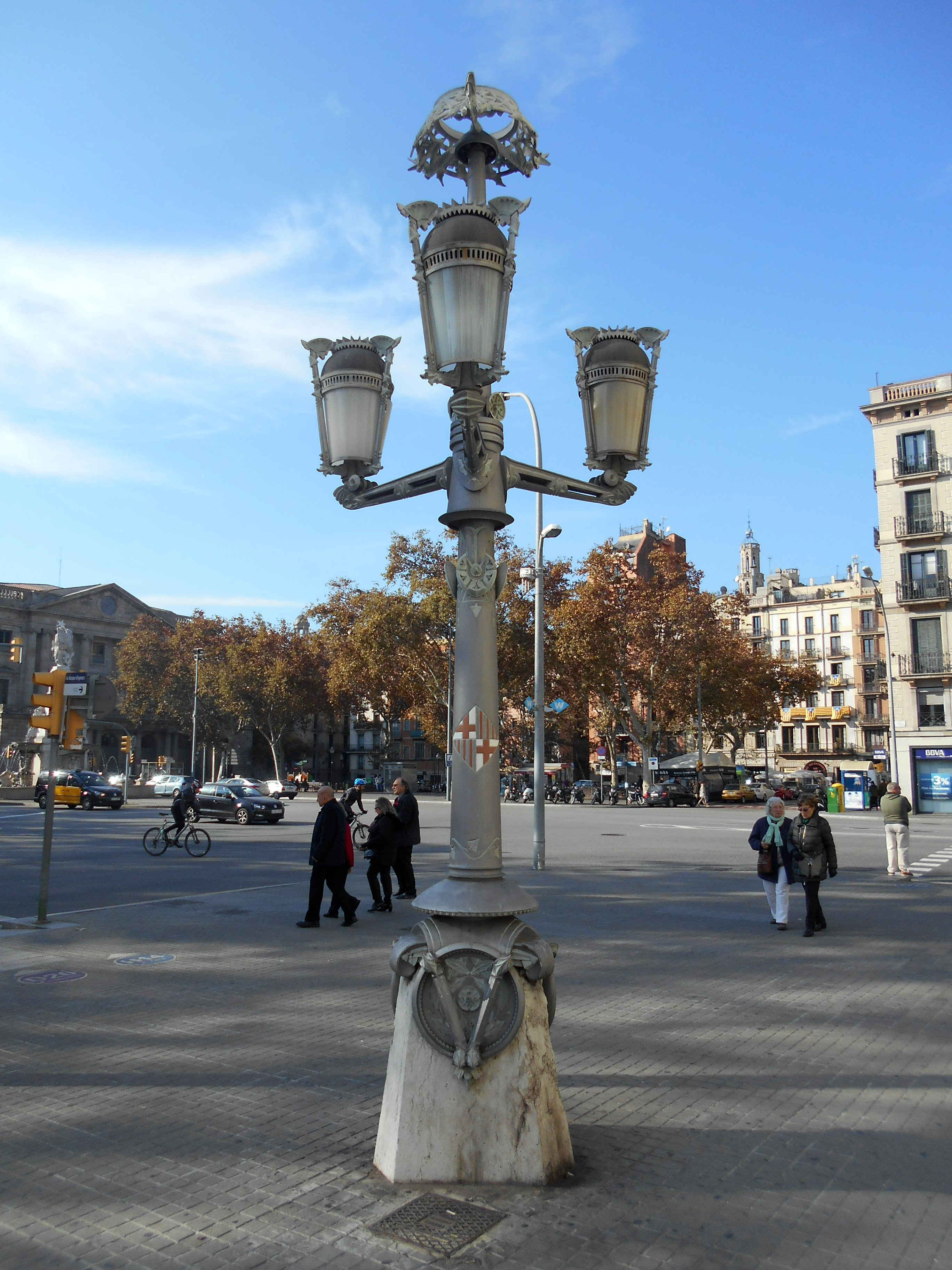
Lampadaires de Gaudí (1889)

A côté de l'édifice se trouvent deux lampadaires dessinés par Antoni Gaudí en 1889. Ils sont élaborés en fer forgé et sont une version simplifiée de ceux de la plaça Reial - qu'avait élaboré Gaudí en 1878 -, avec seulement trois bras et un se terminant en couronne inversée avec deux têtes de serpent.

## Source de traduction
- (es) Cet article est partiellement ou en totalité issu de l’article de Wikipédia en espagnol intitulé « Antigua Aduana de Barcelona » (voir la liste des auteurs).